# Vlastimil Palička
Vlastimil Palička (* 23. Juli 1954 in Olomouc) ist ein ehemaliger tschechischer Fußballspieler und derzeitiger Fußballtrainer.

## Spielerkarriere
Palička spielte in seiner Jugend für Sigma Lutín, seine zweijährige Wehrdienstzeit absolvierte er bei Dukla Brno und VTJ Hradec Králové. Mit 22 Jahren wechselte der Mittelfeldspieler zum damaligen Drittligisten Sigma Olomouc und stieg mit ihm in die 2. Liga auf. Er wurde von Škoda Pilsen verpflichtet, für das er in zweieinhalb Jahren 51 Erstligaeinsätze absolvierte, in denen er vier Tore schoss.
Anfang 1980 wechselte Palička in die 2. Liga zu TJ TŽ Třinec, nach zwei Jahren kehrte er nach Olomouc zurück, das mittlerweile in der ersten tschechoslowakischen Liga spielte, 1982/83 aber die Klasse nicht halten konnte. Es gelang der sofortige Wiederaufstieg. Für Sigma bestritt Palička insgesamt 39 Erstligaspiele, dabei gelang ihm ein Treffer. Im Sommer 1986 wechselte er zu Agro Drnovice und begann gleichzeitig als Jugendtrainer bei Sigma Olomouc zu arbeiten. Seine Spielerlaufbahn beendete er nach der Saison 1988/89 bei Spartak Hulín. 

## Trainerkarriere
Von 1986 bis 1993 arbeitete Palička im Juniorenbereich von Sigma Olomouc. In der Saison 1993/94 war er Co-Trainer bei der Profimannschaft. Im Folgejahr trainierte er TJ TŽ Třinec, von 1995 bis 1997 die B-Mannschaft von Sigma Olomouc. Anschließend war er für zwei Jahre erneut Co-Trainer bei der Erstligamannschaft. Von 1999 bis 2001 trainierte er den Zweitligisten Baník Ratíškovice, mit dem er in der Spielzeit 1999/00 das tschechische Pokalfinale erreichte. Dort unterlag die Mannschaft Slovan Liberec mit 1:2.
Seine erste Station in der Gambrinus Liga war von 2001 bis 2003 der FK Jablonec 97. Mit Jablonec erreichte Palička 2002/03 das Pokalfinale, unterlag mit seinem Team dem FK Teplice jedoch mit 0:1. Nach nur einem Sieg aus den ersten elf Spielen der Saison 2003/04 wurde er durch Petr Rada ersetzt.
Zur Spielzeit 2004/05 übernahm Palička den FC Tescoma Zlín, wurde aber schon Ende Oktober nach einer 1:3-Niederlage beim 1. FC Slovácko mangels Erfolg entlassen. Er wechselte kurze Zeit später zum SFC Opava, dessen Trainer Pavel Hapal seinen Platz in Zlín übernommen hatte. Die Vorgabe Klassenerhalt konnte Palička in Opava nicht erfüllen.
Im Juli 2006 wurde Palička Trainer bei Sigma Olomouc, wo er zuvor Spieler, Jugendtrainer, Co-Trainer und Coach der B-Mannschaft gewesen war. Ein Punkt aus den ersten vier Spielen war der Vereinsführung zu wenig, die sich daraufhin von Palička trennte.
Er wurde im Oktober 2006 Trainer des slowakischen Erstligisten FK AS Trenčín, den er zum Klassenerhalt führte. Die Zusammenarbeit wurde nach dem Einstieg niederländischer Investoren in den Klub dennoch beendet.
Von Anfang September 2008 bis 2009 war Palička Trainer beim FC Vítkovice. 2011 wurde er Jugendtrainer beim 1. HFK Olomouc.